# ضرعاء بيضاء الأصواف
ضرعاء بيضاء الأصواف (الاسم العلمي:Mammillaria albilanata) هو نوع من النباتات يتبع جنس الضرعاء من الفصيلة الصبارية.